# Tranqui
Tranqui es una isla del sur de Chile que pertenece a la comuna de Queilen, en la provincia de Chiloé. Con una superficie de 79 km², es la quinta isla más grande del archipiélago chilote, después de la Isla Grande, Guafo, Quinchao y Lemuy. Tiene una población, al año 2017, de 348 habitantes.

## Descripción
La isla tiene una extensión de NO a SE, con un largo de 25 km y un ancho promedio de 3 a 5 km. «A lo largo de ella corre un lomo de alturas de 80 a 90 metros, que remata sobre el primer rumbo en una punta baja, llamada del Centinela, i se tiende gradualmente hasta la costa norte en declives de terrenos cultivables», describió Francisco Astaburuaga, en su Diccionario Jeográfico de la República de Chile de 1867. A pesar de su tamaño, está escasamente poblada; Astaburuaga la describió como «bocosa (sic) i de pocos habitantes» en aquella época. Posteriormente, en su edición revisada de 1899, consignó que tenía 480 habitantes.
Tiene siete sectores: San José de Tranqui, Millahue, Tranqui, Alqui, Leutepu, Nepué y Centinela, todos ellos con escasa población. También posee una red de caminos interiores de 35 km. 
En una parte significativa de su superficie aún queda bosque que no ha sido tocado por la agricultura de subsistencia que forma la mayor parte de la economía rural de la provincia. 

### Sector Centinela
El sector Centinela recibe su nombre del centinela que estaba vigilando permanentemente en el extremo oriental de la isla, en el puesto de observación más austral del sistema de defensa de Chiloé durante la época colonial.[cita requerida] El centinela tenía la misión de dar la alarma mediante una fogata ante cualquier barco sospechoso que entrara a los canales. A lo largo de la costa de la isla Grande había otros puestos de observación semejantes que podían retransmitir la señal, de modo que un lapso corto de tiempo las autoridades y los habitantes estuvieran al tanto de la presencia de posibles enemigos.[cita requerida]

## Servicios
En Tranqui existe tres escuelas rurales, en Nepué, Alqui y San José, e igual número de postas de salud rural, en los mismos tres sectores. También, desde 2019, cuenta con una ambulancia.

## Conectividad
La isla cuenta con tres servicios de transporte marítimo subsidiado. 
- Existe una lancha que realiza el recorrido Queilen-Rampa Tranqui (norte de la isla) dos veces por día los lunes, martes, miércoles, jueves y domingo, y tres veces los viernes.[5]
- También hay una servicio que realiza el itinerario Queilen-Muelle San José (extremo NO de la isla), dos veces, cuatro días a la semana (marzo a noviembre) y doce veces, seis días en verano (lunes a viernes y domingos).[6]
- Además hay una barcaza para transporte de vehículos y personas que hace el viaje Tranqui-Queilen dos veces, tres días a la semana (seis viajes en total).[7]

También existen tres servicios de transporte terrestre subsidiado que sirven a la conectividad interior de la isla.